# 遠眼鏡の中の女
『遠眼鏡の中の女』（とおめがねのなかのおんな）は、1990年にテレビ朝日系「土曜ワイド劇場」で放送されたテレビドラマ。主演は松尾嘉代。視聴率は23.4%。

## キャスト
- 中野寿子（中野の妻） - 松尾嘉代
- 京子（高見の予備校の教え子） - 中村久美
- 村里よし江（学習教材社営業部社員） - 鳥居恵子
- 有坂道夫（保険調査員） - 森下哲夫
- 結城（寿子の弁護人） - 加藤和夫
- 刑事 - 田島基吉
- マンション管理人 - うえずみのる
- 中野（金融業の男） - 江藤漢
- 裁判長 - 松本朝夫
- アナウンサー - 鹿島信哉
- 写真屋の主人 - 丸岡奨詞
- 根本（高見のマンションの住人） - 下條アトム
- 高見洋史（予備校「日本進学アカデミー」講師） - 名高達郎
- 小川真喜子、轟謙司、中村彰良、藤野ゆき、伊尾明子、高崎蓉子、吉田小百合、野村昇、矢島秀俊、工藤時子、有馬光貴、佐藤功、藤井章人、菅野達也、永谷悟一、古川博樹、河合良子、高野美夏、根本夕子、二谷里恵

## スタッフ
- 原作 - 中津文彦『遠眼鏡の中の女』
- 脚本 - 猪又憲吾
- 監督 - 山本迪夫
- 音楽 - 甲斐正人
- 擬斗 - 中村勇
- エアロビクス指導 - 竹内裕味子
- プロデューサー - 渡邊毅、風野健治、塙淳一
- 制作 - テレビ朝日、東宝